# 炭酸エチレン
炭酸エチレン（たんさんエチレン、ethylene carbonate）はエチレングリコールの炭酸とのエステルである。室温 (25 °C) では透明なガラスのような固体である。液体状態（融点 34–37 °C）では無色無臭の液体である。
極性溶媒としても利用され、リチウムイオン二次電池の高誘電率を持つ電解液としても利用される。
可塑剤としても利用されている。

## 註・出典
1. ↑  
“CID 7303 -- PubChem Compound Summary”.   pubchem.ncbi.nlm.nih.gov. 2008年3月15日閲覧。
2. 1 2  種田靖夫「エチレンカーボネート」『有機合成化学協会誌』第17巻第12号、有機合成化学協会、1959年、783-788頁、doi:10.5059/yukigoseikyokaishi.17.783。